# الغزيز
الغزيز، هي قرية من فئة (أ) تقع في محافظة ضرما، والتابعة لمنطقة الرياض في السعودية. وتبعد الغزيز عن محافظة ضرما بمسافة تقارب () كم.

## السكان
وهو مركز لقبيلة السهول 